# Katharina Molitor
Katharina Molitor (Alemania, 8 de noviembre de 1983) es una atleta alemana, especialista en la prueba de lanzamiento de jabalina, con la que ha logrado ser campeona mundial en 2015.

## Carrera deportiva
En el Mundial de Pekín 2015 gana la medalla de oro en lanzamiento de jabalina, por delante de la china Lü Huihui y la sudafricana Sunette Viljoen.